# Muxe

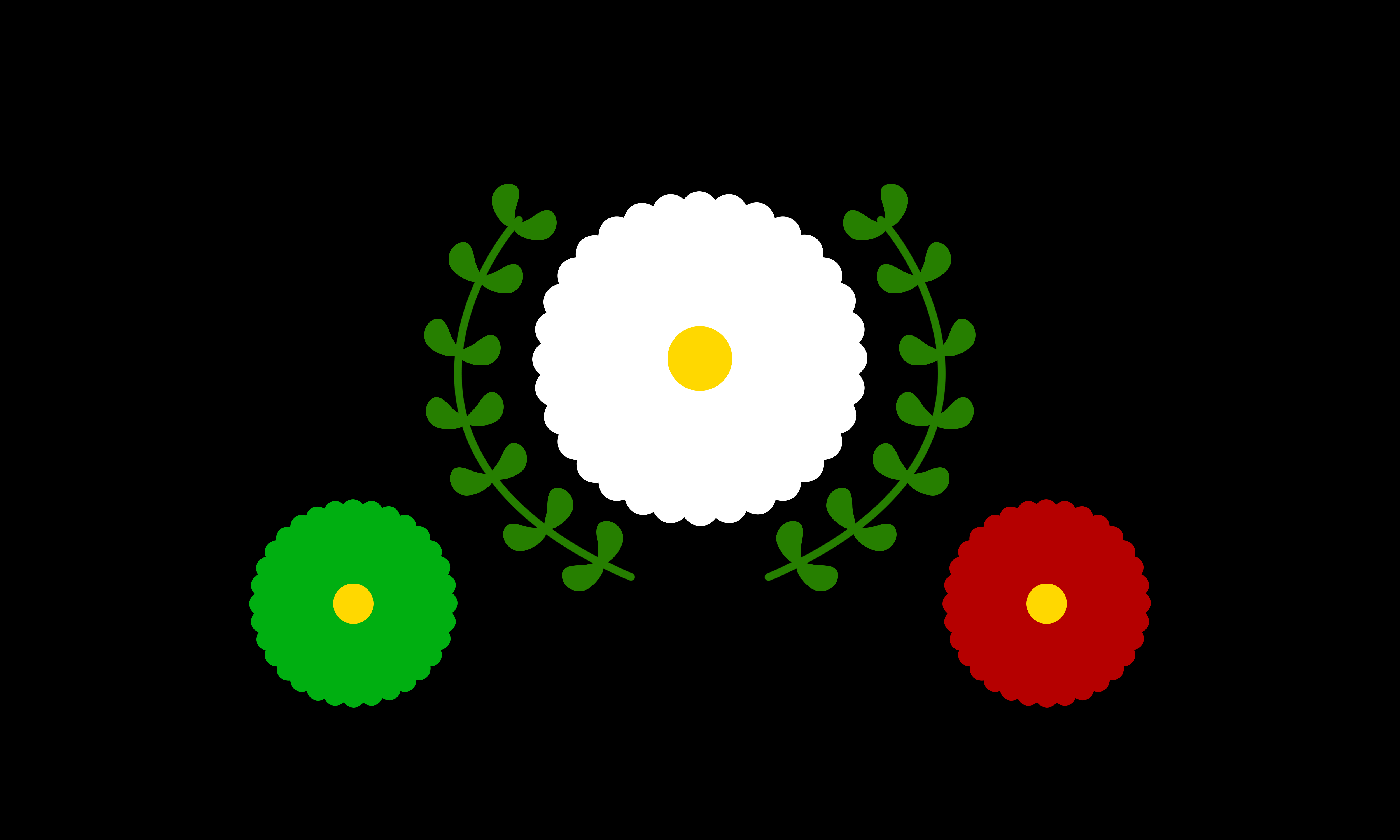
Bandeira muxe

Nas culturas zapotecas de Oaxaca (sul do México), muxe ou muxhe é uma pessoa não-binária, que não se identifica como homem ou como mulher e cuja expressão de gênero é feminina embora designada como masculina, no nascimento. É muitas vezes visto como um gênero não-ocidental ou terceiro gênero.
Algumas dessas pessoas se casam com mulheres e têm filhos enquanto outras escolhem homens como parceiros sexuais ou românticos. De acordo com o antropólogo Lynn Stephen, "podem fazer certos tipos de trabalhos femininos, tais como bordados ou decorações caseiras, mas outras fazem o trabalho masculino de confeção de joias. Muitas agora tem trabalhos braçais e estão envolvidas em política".
Acredita-se que a palavra muxe é derivada da palavra espanhola do século XVI para "mulher", mujer.[carece de fontes?]